# Vugar Orudzhov
Vugar Narimánovich Orudzhov –en ruso, Вугар Нариманович Оруджёв– (Bakú, 26 de octubre de 1971) es un deportista ruso de origen azerbaiyano que compitió en lucha libre.
Participó en dos Juegos Olímpicos de Verano, obteniendo una medalla de bronce en Barcelona 1992, en la categoría de 48 kg, y el cuarto lugar en Atlanta 1996.
Ganó 3 medallas en el Campeonato Mundial de Lucha entre los años 1991 y 1995, y 4 medallas en el Campeonato Europeo de Lucha entre los años 1991 y 1996.

## Palmarés internacional
| Representando a la URSS           |                          |                   |           |
| Campeonato Mundial                |                          |                   |           |
| Año                               | Lugar                    | Medalla           | Categoría |
| 1991                              | Varna (Bulgaria)         | Medalla de oro    | 48 kg     |
| Campeonato Europeo                |                          |                   |           |
| Año                               | Lugar                    | Medalla           | Categoría |
| 1991                              | Stuttgart (Alemania)     | Medalla de bronce | 48 kg     |
| Representando al Equipo Unificado |                          |                   |           |
| Juegos Olímpicos                  |                          |                   |           |
| Año                               | Lugar                    | Medalla           | Categoría |
| 1992                              | Barcelona (España)       | Medalla de bronce | 48 kg     |
| Representando a la CEI            |                          |                   |           |
| Campeonato Europeo                |                          |                   |           |
| Año                               | Lugar                    | Medalla           | Categoría |
| 1992                              | Kaposvár (Hungría)       | Medalla de plata  | 48 kg     |
| Representando a Bielorrusia       |                          |                   |           |
| Campeonato Mundial                |                          |                   |           |
| Año                               | Lugar                    | Medalla           | Categoría |
| 1993                              | Toronto (Canadá)         | Medalla de plata  | 48 kg     |
| Representando a Rusia             |                          |                   |           |
| Campeonato Mundial                |                          |                   |           |
| Año                               | Lugar                    | Medalla           | Categoría |
| 1995                              | Atlanta (Estados Unidos) | Medalla de oro    | 48 kg     |
| Campeonato Europeo                |                          |                   |           |
| Año                               | Lugar                    | Medalla           | Categoría |
| 1995                              | Friburgo (Alemania)      | Medalla de oro    | 48 kg     |
| 1996                              | Budapest (Hungría)       | Medalla de bronce | 48 kg     |